# 亚洲国际新闻诉维基媒体基金会案
亚洲国际新闻诉维基媒体基金会案（案件号：CS(OS) 524/2024），是一宗正在印度进行的民事诽谤案件。亞洲國際新聞的母公司就英语维基百科上关于ANI的条目，对维基媒体基金会提起诽谤诉讼，索赔2千万卢比。法院則命令维基媒体基金会披露三名参与编辑ANI相关条目的编者信息，在法院的要求下，维基媒体基金会删除了英文維基百科關於該案件的條目。後來該條目又被恢復。

## 背景
维基媒体基金会是运营维基百科及多个类似项目的非營利組織，但其通常不介入内容的管理及政策的制定。维基百科的条目完全由志願的編者编辑、创建和维护，大多数编者可以修改网站上的大多数条目，而少数编者因贡献较多因此获得几乎所有条目的编辑权限。编者通常使用匿名昵称，除非自愿公开身份。一般来说，如果一篇条目遇到破坏性编辑或编辑爭議时，便会受到保护。有时条目也会因存在利益冲突的编者频繁修改而受到保护。2020年，有编者因在关于亚洲国际新闻的条目中加入了涉及该机构的新内容，从而引发了编辑战，最终该条目被保护。
维基百科在印度的影响涵盖其与印度新聞媒體的互动、维基人以及读者。在印度，诽谤案件可以根据刑法、民法，或两者共同提起。根据印度宪法，言論自由受到“合理限制”的约束。印度《信息技术法令》中的安全港条款类似于美国《1934年美国电信法令》中的230條款，其中规定：在线平台在符合一定条件的前提下，对用户生成并由平台托管的内容不承担法律责任。2021年2月，现任执政党印度人民党政府对《信息技术法令》进行了修订，进一步加强了对中介平台的要求，包括要求平台主动监控内容，以防止非法或有害活动的发生。

## 案件

### 指控
2024年7月，德里高等法院派出纳文·查瓦拉法官审理此案，案件名称为。在诉讼提起时，维基百科在关于亚洲国际新闻的条目中称其“为现任中央政府的宣传工具，散布大量来自虚假新闻网站的材料，并多次进行错误报道”。
ANI指控维基百科发布“虚假和诽谤性的内容，恶意损害新闻机构的声誉，破坏其良好形象”。诉状还包括维基百科将关于ANI的条目“限制”了编辑权限，仅允许维基百科“自身”进行修改。ANI认为这是恶意诽谤的证据，且表明维基媒体基金会正在利用其“行政人员”来“积极”控制内容。
ANI向维基媒体基金会索赔2千万卢比，并要求禁止维基百科“制作、发布或传播有关ANI的虚假、误导性和诽谤性内容”。ANI認為维基百科在《信息技术法案》的定义中是一个重要的“中介平台”，因此必须遵守该法案的要求，包括删除政府或其机构认为违法的内容，否则将对其用户在平台上发布的内容承担责任。

### 诉讼
查瓦拉法官向维基媒体基金会发出了传票，并将聽證會日期定于2024年8月20日。8月20日，查瓦拉命令维基媒体基金会在两周内披露三名参与编辑ANI相关条目的编者信息，以便ANI能够对他们个人提起法律诉讼。9月5日，维基媒体基金会仍未发布编者身份信息，ANI请求法院对其以藐視法庭进行处罚。查瓦拉法官表示同意，并警告维基媒体，法院可能会命令印度政府封锁维基百科。法官声称“我们再也无法容忍。如果你不喜欢印度，请不要在印度开展业务……我们将不會允許你在这里有任何商业活动。” 他要求维基媒体基金会的“授权代表”亲自出席下次定于2024年10月25日的听证会。作为回应，维基媒体基金会强调，条目中的信息有多项可靠的二手来源支持，且由于其总部位于国外，因此回應有所延遲。
几天后，维基媒体基金会对查瓦拉的命令提出上诉，要求法院在维基媒体基金会披露编者身份之前，必须首先认定诽谤指控初步證明是真实的。在10月14日，由曼莫汉法官和图沙尔·拉奥·格德拉法官组成的合议庭听取了上诉，他们表示维基百科对ANI的描述可能构成诽谤，因此相关编者必须对此负责。他们还将维基百科拒绝透露身份信息的做法称为“极其令人不安”，并警告维基媒体基金会：如选择为诽谤指控辩护，将失去《安全港条款》下的保护。
法官们进一步反对在英文维基百科上创建的关于该诽谤案件的条目，指责其干扰“正在审理中的案件”，并对条目中“对查瓦拉法官命令的批评”表示强烈不满。当周晚些时候，法院发布命令，要求WMF在36小时内删除或移除所有与“法官”和“合议庭”意见讨论相关的维基百科页面。10月18日，因维基媒体基金会未遵守36小时的截止时间，ANI请求法院对维基媒体基金会启动藐视法庭調查程序。

10月21日，维基媒体基金会将英文维基百科条目删除，这也是维基百科史上第一篇被基金会删除的英文维基百科条目。维基媒体基金会在移除这篇条目后，法官驳回了藐视法庭的指控。

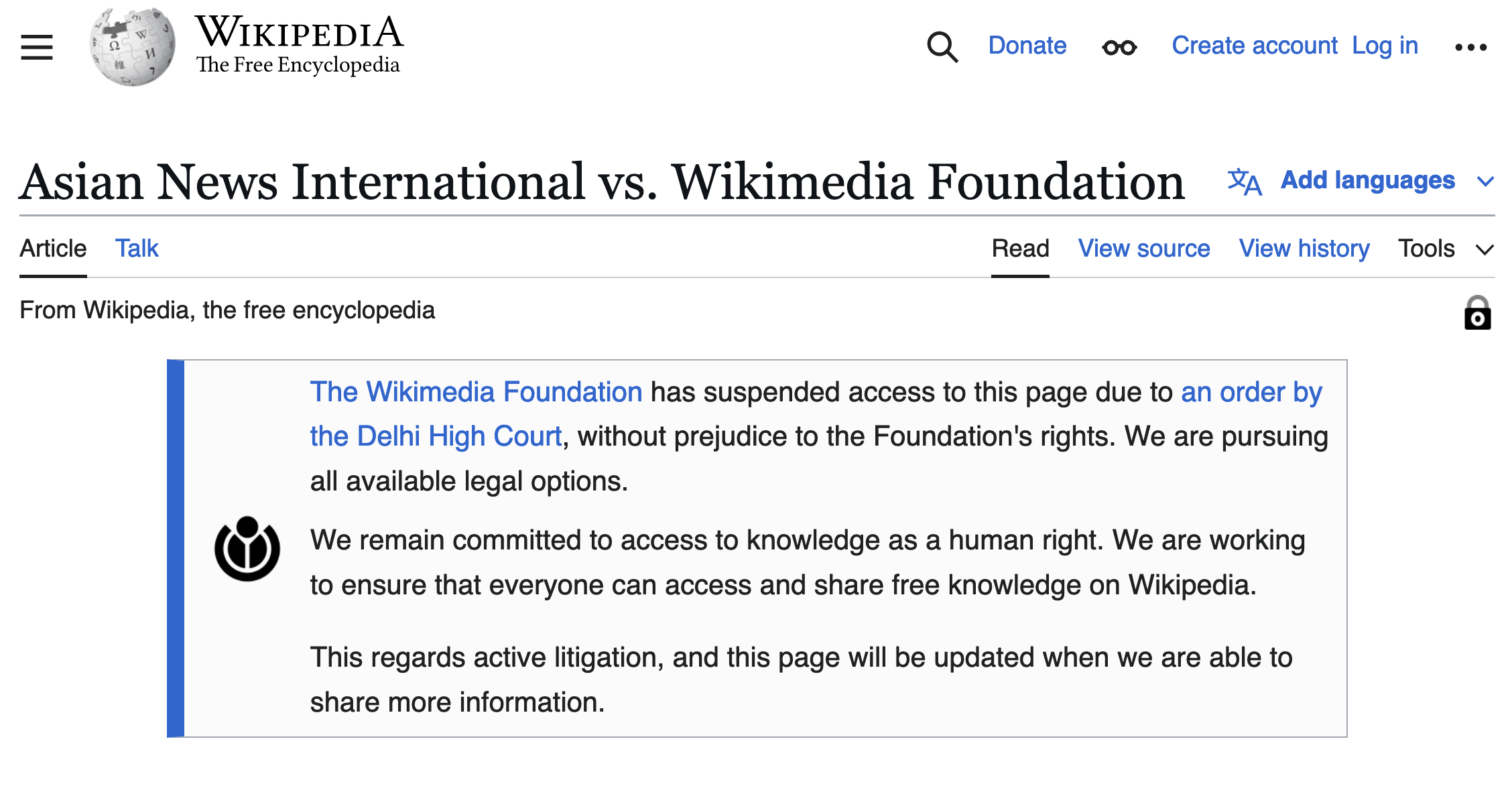
英语维基百科页面曾显示该条目已暂停访问

10月25日，ANI在听证会上敦促维基百科删除该通讯社的整个维基百科条目；而法官称当前的维基百科模式“具有危险性。”
10月末，维基媒体基金会表示他们将会把基本用户信息（basic subscriber information）以密封文件的形式提交给法院，同时，维基媒体基金会也会向ANI发送一份副本，并会主动通知用户。代表维基百科的律师阿基尔·西巴尔（Akhil Sibal）表示：“这样用户的身份信息不會洩露到公有领域，而法院将获得所有必要的信息。”
11月11日，曼莫汉首席法官和图沙尔·拉奥·格德拉法官组接受维基媒体基金会的建议，基金会将作为中介平台向被起诉的编辑们发出传票。
11月14日，法官正式向编者发出传票。同时，高等法院命令维基媒体基金会（被告1）在4天内将传票通过“所有允许的方式”（包括WMF所掌握的用户邮箱）送达至未公开披露身份的被告2-4（即编者）。
12月16日，ANI的律师要求法官考虑维基百科的行为是否符合“中介平台”的定义。因为他认为维基百科为其编辑提供了法律支持，此举可能已经超出了中介平台的角色。两天后，法官表示，他们首先会阅读编者编辑时所引用的内容，看是否能够证明这些编辑确实源自于这些文章。如果法院发现编辑内容并没有依据这些文章，那么可能会要求将这些内容删除；但如果编辑内容确实引用自文章，则可能不会要求删除这些内容。除此之外，法官会稍后決定维基百科是否属于“中介平台”。
2025年3月17日，在印度最高法院举行的听证会上，由两位法官——B. R. 加沃伊及K. V. 维什瓦纳坦组成的法庭对德里高等法院的判决提出了质疑，法官表示：法官和法院应对于批评更加宽容；因为有人批评而要求删除内容的做法可能并不正确。同时，法官也表明：该命令关乎新闻自由，今天是维基百科，明天就有可能是别人，一个依赖于新闻自由的机构（指ANI）审查维基百科上的内容真是令人“讽刺”。2025年5月9日，印度最高法院推翻了德里高等法院下達的删除英文條目「Asian News International vs. Wikimedia Foundation」的判決。當天維基媒體基金會恢复了英文條目「Asian News International vs. Wikimedia Foundation」。

## 評論
《印度快報》认为，此次诉讼是试图让维基媒体基金会承担百科编辑上的责任。《Newslaundry》的报道認為，ANI所认为诽谤的的句子包含對信息的主要来源“明确的引用”，其中包括《The Caravan》、《The Ken》、《英國廣播公司新聞部》、《政客》和《外交家》，而ANI在案件中并未提及这些媒体机构是条目内容的来源。
11月5日，印度一名政府官员公布了印度信息和广播部发送给维基百科的信函。信中指出维基百科上「存在着许多偏见和不准确的内容」，并提出了关于维基百科根据印度法律被归类为中介而不是出版商的问题。同时，印度信息和广播部還在信函中表达了对「仅一部分人拥有编辑权」的担忧。
一些批评者批評法官要求维基媒体基金会公布编者身份是“对信息流通的审查和威胁”，印度软件自由法律中心（Software Freedom Law Center）批評这起诉讼是对言论自由的打压。互联网与社会中心主任坦维尔·哈桑（Tanveer Hasan）称这起诉讼是以“技术监管为幌子对言论自由进行攻击”。
多位律师批评了曼莫汉和格德拉法官下令删除与该起诉讼有关的维基百科页面的行为，认为“干扰司法程序”的指控并不成立，且主流媒体也进行过类似的报道。香港中文大學全球媒体教授兼哈佛大学伯克曼互联网与社会中心研究员尼尚·沙阿（Nishant Shah）表示，查瓦拉法官下令披露编者信息是对言论和信息自由的挑战，可能导致对“权力机构不喜欢的批判性言论”的审查。